# Magge, Alur
Magge là một làng thuộc tehsil Alur, huyện Hassan, bang Karnataka, Ấn Độ.